# Landtagswahlkreis Saalekreis
Der Landtagswahlkreis Saalekreis (Wahlkreis 29) ist ein Landtagswahlkreis in Sachsen-Anhalt. Er umfasste zur Landtagswahl in Sachsen-Anhalt 2021 vom Saalekreis die Einheitsgemeinden Petersberg (ohne den Ortsteil Brachstedt), Salzatal, Teutschenthal und Wettin-Löbejün sowie vom Landkreis Mansfeld-Südharz die Einheitsgemeinde Seegebiet Mansfelder Land.
Der Wahlkreis wird in der achten Legislaturperiode des Landtages von Sachsen-Anhalt von Michael Scheffler vertreten, der das Direktmandat bei der Landtagswahl am 6. Juni 2021 mit 35,2 % der Erststimmen erstmals gewann. Davor wurde der Wahlkreis von 2016 bis 2021 von Robert Farle vertreten.

## Wahl 2021
Im Vergleich zur Landtagswahl 2016 wurde der Zuschnitt des Wahlkreises nicht verändert. Der Name des Wahlkreises blieb gleich, die Nummer wurde jedoch von 33 auf 29 geändert.
Es traten acht Direktkandidaten an. Von den Direktkandidaten der vorhergehenden Wahl traten Michael Dubberke, Christof Rupf und Ramona Hoyer erneut an. Michael Scheffler gewann mit 35,2 % der Erststimmen erstmals das Direktmandat. Florian Schröder zog über Platz 17 der Landesliste der AfD ebenfalls in den Landtag ein.
|                   |                      | Erst- stimmen | Erst- stimmen | Zweit- stimmen | Zweit- stimmen |
| Bewerber          | Partei               | Anzahl        | %             | Anzahl         | %              |
| ----------------- | -------------------- | ------------- | ------------- | -------------- | -------------- |
| Wahlberechtigte   | Wahlberechtigte      | 44.488        | 100,0         | 44.488         | 100,0          |
| Wähler            | Wähler               | 29.400        | 66,1          | 29.400         | 66,1           |
| Ungültige Stimmen | Ungültige Stimmen    | 550           | 1,9           | 477            | 1,6            |
| Gültige Stimmen   | Gültige Stimmen      | 28.850        | 98,1          | 28.923         | 98,4           |
| davon             |                      |               |               |                |                |
| Michael Scheffler | CDU                  | 10.161        | 35,2          | 11.120         | 38,4           |
| Florian Schröder  | AfD                  | 7.110         | 24,6          | 6.840          | 23,6           |
| Ralf Neumann      | DIE LINKE            | 2.870         | 9,9           | 2.705          | 9,4            |
| Michael Dubberke  | SPD                  | 2.583         | 9,0           | 2.136          | 7,4            |
| Christof Rupf     | GRÜNE                | 1.378         | 4,8           | 1.224          | 4,2            |
| Ramona Hoyer      | FDP                  | 2.713         | 9,4           | 2.247          | 7,8            |
| Hendrik Herboldt  | FREIE WÄHLER         | 1.419         | 4,9           | 760            | 2,6            |
| –                 | NPD                  | –             | –             | 82             | 0,3            |
| –                 | Tierschutzpartei     | –             | –             | 345            | 1,2            |
| –                 | Tierschutzallianz    | –             | –             | 86             | 0,3            |
| –                 | LKR                  | –             | –             | 11             | 0,0            |
| –                 | Die PARTEI           | –             | –             | 162            | 0,6            |
| –                 | Gartenpartei         | –             | –             | 138            | 0,5            |
| Ralf Leberecht    | FBM                  | 616           | 2,1           | 140            | 0,5            |
| –                 | TIERSCHUTZ hier!     | –             | –             | 187            | 0,6            |
| –                 | dieBasis             | –             | –             | 435            | 1,5            |
| –                 | Klimaliste ST        | –             | –             | 13             | 0,0            |
| –                 | ÖDP                  | –             | –             | 19             | 0,1            |
| –                 | Die Humanisten       | –             | –             | 28             | 0,1            |
| –                 | Gesundheitsforschung | –             | –             | 119            | 0,4            |
| –                 | PIRATEN              | –             | –             | 92             | 0,3            |
| –                 | WiR2020              | –             | –             | 34             | 0,1            |

## Wahl 2016
Bei der Landtagswahl in Sachsen-Anhalt 2016 waren 45.747 Einwohner wahlberechtigt; die Wahlbeteiligung lag bei 66,1 %.Robert Farle gewann das Direktmandat für die AfD.
| Bewerber         | Partei            | Erststimmen in % | Zweitstimmen in % |
| ---------------- | ----------------- | ---------------- | ----------------- |
| Ralf Wunschinski | CDU               | 28,5             | 29,5              |
| Michael Dubberke | SPD               | 9,6              | 8,6               |
| Thomas Lippmann  | LINKE             | 17,5             | 15,9              |
| Christof Rupf    | GRÜNE             | 3,8              | 4,1               |
| Robert Farle     | AFD               | 30,1             | 27,4              |
| Ramona Hoyer     | FDP               | 6,3              | 6,2               |
| —                | Freie Wähler      | —                | 1,4               |
| —                | NPD               | —                | 1,9               |
| Günther Scholz   | Statt Partei      | 1,4              | —                 |
| —                | Die PARTEI        | —                | 0,4               |
| —                | Tierschutzpartei  | —                | 1,5               |
| —                | Tierschutzallianz | —                | 1,0               |
| —                | Die Rechte        | —                | 0,2               |
| Michael Ahlig    | FBM               | 2,6              | 1,0               |
| —                | MG                | —                | 0,2               |
| —                | ALFA              | —                | 0,7               |

## Wahl 2011
Bei der Landtagswahl in Sachsen-Anhalt 2011 waren 40.404 Einwohner wahlberechtigt; die Wahlbeteiligung lag bei 53,0 %. Ralf Wunschinski gewann das Direktmandat für die CDU.
| Bewerber              | Partei           | Erststimmen in % | Zweitstimmen in % |
| --------------------- | ---------------- | ---------------- | ----------------- |
| Ralf Wunschinski      | CDU              | 35,8             | 34,1              |
| Klaus-Dieter Iffarth  | LINKE            | 22,1             | 21,4              |
| Michael Dubberke      | SPD              | 18,9             | 19,8              |
| Klaus-Rüdiger Scheler | FDP              | 5,2              | 5,4               |
| Mario Lochmann        | GRÜNE            | 6,0              | 6,1               |
| Günther Scholz        | Freie Wähler     | 12,0             | 4,1               |
| —                     | NPD              | —                | 4,8               |
| —                     | Tierschutzpartei | —                | 1,6               |
| —                     | PIRATEN          | —                | 1,6               |
| —                     | SPV              | —                | 0,6               |
| —                     | KPD              | —                | 0,1               |
| —                     | MLPD             | —                | 0,3               |
| —                     | ödp              | —                | 0,1               |

## Wahl 2006
Bei der Landtagswahl in Sachsen-Anhalt 2006 traten folgende Kandidaten an:
| Name                             | Partei          | Anteil der Erststimmen |
| -------------------------------- | --------------- | ---------------------- |
| Thomas Madl                      | CDU             | 39,2 %                 |
| Gerd Kalbitz                     | LINKE           | 22,7 %                 |
| Dorette Köhler                   | SPD             | 22,1 %                 |
| Frank Witte                      | FDP             | 8,5 %                  |
| Christian Anton                  | GRÜNE           | 3,5 %                  |
| Helmut Schuchert                 | BBW             | 2,4 %                  |
| Marco Frenzel                    | Off D-STATT-DSU | 0,8 %                  |
| Thomas Erbarth                   | EB              | 0,8 %                  |
| Wahlberechtigte: 42572 Einwohner |                 |                        |
| Wahlbeteiligung: 48,3 %          |                 |                        |

## Geschichte
Von 1990 bis 2006 nannte sich der Wahlkreis noch Saalkreis, bis 2002 als Landtagswahlkreis 37, seit der Wahl 2002 Landtagswahlkreis 34. Er umfasste von 1990 bis 1998 den gesamten Saalkreis. Zur Landtagswahl 2002 gab er einige Gemeinden an den Wahlkreis Bad Dürrenberg-Saalkreis ab. Zur Landtagswahl 2011 wurde der Wahlkreis umbenannt, nachdem der alte Saalkreis in den neuen Saalekreis überging.
Direkt gewählte Abgeordnete des Wahlkreises Saalkreis bzw. Saalekreis waren:
| Jahr | Name                    | Partei | Anteil der Erststimmen |
| ---- | ----------------------- | ------ | ---------------------- |
| 2011 | Ralf Wunschinski        | CDU    | 35,2 %                 |
| 2006 | Thomas Madl             | CDU    | 39,2 %                 |
| 2002 | Thomas Madl             | CDU    | 43,8 %                 |
| 1998 | Burker-Wieland Jüngling | SPD    | 34,9 %                 |
| 1994 | Thomas Madl             | CDU    | 39,6 %                 |
| 1990 | Erhard Stollberg        | CDU    | 41,3 %                 |